# PAPA (漫画家)
PAPA是日本山梨县南阿爾卑斯市的一名漫画家 。主要绘制选集漫画和四格漫画。爱好是骑自行车旅行。 

## 主要作品
主要绘制搞笑漫画（四格漫畫），并画过诸如《魔法少女小圆》和《少女与战车》的漫畫選集，以及原创作品。 

## 漫画
少女与战车 漫畫選集 SIDE:继续高中
DNA Media Comics（一迅社）

Manga Time Kirara（芳文社Manga Time Kirara Miracle!连载，第1卷-第2卷）
小圆☆和室走廊
Manga Time Kirara（芳文社Manga Time Kirara☆Magica连载，第1卷-第3卷）

## 游戏
- 魔法紀錄 魔法少女小圓外傳（2018） 
  - 角色设计（真尾日美香、小圓先輩、小彩羽、小菲莉西亞）
  - 一些备忘录的插画
  - 官方网站连载漫画マギア☆レポート